# Brzozów
Brzozów (pronunciación polaca: [ˈbʐɔzuf]; ucraniano: Березів, Bereziv; yidis: ברעזשוב Brezhov) es una ciudad polaca, capital del distrito homónimo en el voivodato de Subcarpacia. Dentro del distrito, es la capital del municipio homónimo. En 2006 tenía una población de 7705 habitantes.
La localidad fue fundada en 1359, aunque su topónimo se aplicaba inicialmente al vecino pueblo de Stara Wieś ("pueblo antiguo"), en torno al cual se construyó la actual ciudad con fines defensivos. En 1384, la reina María I de Hungría donó las tierras a la diócesis de Przemyśl, tras lo cual Brzozów fue entre los siglos XIV y XIX una residencia habitual para los obispos de dicha diócesis. La ciudad sufrió un importante declive económico en los siglos XV-XVI como consecuencia de los ataques tártaros, quedando especialmente dañada en el de 1674. Tras la partición de 1772 pasó a pertenecer hasta 1918 al Imperio Habsburgo, que la convirtió en una capital distrital del reino de Galitzia y Lodomeria. Brzozów tenía antiguamente una importante población judía que superaba los mil habitantes, pero casi todos fueron asesinados por los invasores alemanes en 1942.
Se ubica unos 15 km al este de Krosno y unos 30 km al sur de Rzeszów.